# Połomski – Jubileusz Vol. 2
Połomski – Jubileusz Vol. 2 – album kompilacyjny Jerzego Połomskiego wydany w 2013 roku jako część serii Muzyka wspomnień.

## Opis
Płyta została wydana z okazji przypadających w 2013 roku 80. urodzin artysty. Na płycie znalazły się takie przeboje jak: „Minut pięć”, „Arlekin”, „Jak to dziewczyna” oraz „Woziwoda”, za którą artysta otrzymał drugą nagrodę na 1. Międzynarodowym Festiwalu Piosenki w Sopocie. Nagrania zostały starannie zrekonstruowane cyfrowo z archiwalnych taśm Syrena Record Company. 

## Lista utworów
1. „Młodym być i więcej nic” (muz. J. Petersburski, sł. E. Szlechter, L. Starski) – (03:04)
2. „Zosiu” (muz. Z. Białostocki, sł. W. Jastrzębiec-Rudnicki) – (04:32)
3. „Ciemny wiatr” (muz. B. Klimczuk, sł. S.R. Dobrowolski) – (03:33)
4. „Gdzie jest mój dom?” (muz. N. Pilchowska, sł. J. Odrowąż) – (04:22)
5. „Nie mogę zapomnieć” (muz. S. Musiałowski, sł. H. Hubert) – (03:34)
6. „Czerwona czapeczka” (muz. A. Markiewicz, sł. T. Kubiak) – (03:06)
7. „Aleje, młodość i jaśminy” (muz. T. Kwieciński, sł. E. Żytomirski) – (02:52)
8. „Piosenka dla nieznajomej” (muz. J. Harald, sł. Z. Kaszkur, Z. Zapert) – (04:29)
9. „Już nie zapomnisz mnie” (muz. H. Wars, sł. L. Starski) – (03:20)
10. „W ogrodzie” (muz. J. Harald, sł. J. Gałkowski) – (03:46)
11. „Minut pięć” (muz. A. Lepin, sł. A. Maliniak) – (02:37)
12. „Woziwoda” (muz. M. Sart, sł. J. Ficowski) – (02:36)
13. „Arlekin” (muz. E. Dimitrow, A. Bogomiłow, sł. R. Sadowski) – (04:09)
14. „To niemożliwe” (muz. R. Vantellini, sł. N. Pilchowska) – (03:38)
15. „Fale Amuru” (trad. Z. Koczorowski) – (01:54)
16. „Ty mi to powiesz” (muz. B. Klimczuk, sł. L. Górski) – (03:42)
17. „Zgubiony walc” (muz. S. Rembowski, sł. Z. Stawecki) – (04:30)
18. „Płynie rzeka” (muz. M. Fradkin, L. Oszanin, sł. A. Bianusz) – (03:34)
19. „Żółte kalendarze” (muz. A. Korzyński, sł. J. Miller) – (02:51)
20. „Jak to dziewczyna” (muz. S. Rembowski, sł. A. Bianusz) – (04:44)
21. „Nie przyznam się” (muz. E. Spyrka, sł. A. Kreczmar) – (03:14)
22. „Emmanuelle” (muz. P. Bachelet, H. Roy, sł. Z. Stawecki) – (03:21)